# Culicoides spinifer
Culicoides spinifer är en tvåvingeart som beskrevs av Khamala 1991. Culicoides spinifer ingår i släktet Culicoides och familjen svidknott.
Artens utbredningsområde är Kenya. Inga underarter finns listade i Catalogue of Life.